# Scorreria di Dhu Amar
La scorreria di Dhu Amar (in arabo: غزوة ذي أمر [Ghazwat Dhu Amar]), conosciuta anche come Scorreria dei Ghatafan,  avvenne subito dopo l'Invasione di Sawiq nell'anno 3 del calendario islamico, corrispondente a marzo del 624.
Quando i nemici vennero a sapere dell'imminente arrivo di Maometto, fuggirono rapidamente. I musulmani catturarono anche un uomo che in seguito si convertì all'Islam e agì come loro guida.
Questo evento è menzionato nella biografia di Maometto scritta da Ibn Hisham e in altre fonti storiche.

## Contesto
Un mese dopo l'Invasione di Sawiq, Maometto venne a sapere che alcuni clan delle tribù dei Ghatafan avevano radunato truppe a Dhu Amar nel Nejd. Per questo motivo, Maometto guidò una spedizione di 450 combattenti per cercare il nemico e disperderlo. Lasciò Uthman al comando di Medina.
Questa fu la più grande operazione militare guidata da Maometto prima della Battaglia di Uhud.

## La scorreria
Tuttavia, il nemico venne a conoscenza della partenza di Maometto e si nascose. L'esercito di Maometto riuscì a catturare un uomo che fornì informazioni sul nascondiglio dei Ghatafan. Il nemico non tardò a sentire dell'avvicinamento di Maometto e si rifugiò sulle cime delle colline.